# Međuopćinska nogometna liga Kutina – Ivanić-Grad – Novska 1986./87.
Međuopćinska nogometna liga Kutina – Ivanić-Grad – Novska za sezonu 1986./87. 
 Sudjelovalo je 12 klubova, a prvak je bilo "Bratstvo" iz Volodera. 

## Ljestvica
| mj. | klub                     | ut. | pob. | ner. | por. | gol+ | gol- | bod     |
| --- | ------------------------ | --- | ---- | ---- | ---- | ---- | ---- | ------- |
| 1.  | Bratstvo Voloder         | 22  | 15   | 1    | 6    | 60   | 28   | 31      |
| 2.  | Posavec Breška Zelina    | 22  | 13   | 2    | 7    | 52   | 40   | 28      |
| 3.  | Omladinac Stari Grabovac | 22  | 9    | 9    | 4    | 56   | 36   | 26 (-1) |
| 4.  | Omladinac Ludina         | 22  | 12   | 2    | 8    | 52   | 39   | 26      |
| 5.  | Graničar Križ            | 22  | 9    | 6    | 7    | 27   | 18   | 24      |
| 6.  | Vatrogasac Husain        | 22  | 10   | 2    | 10   | 42   | 46   | 22      |
| 7.  | Dinamo Osekovo           | 22  | 10   | 1    | 11   | 44   | 49   | 21      |
| 8.  | Slavonac Lipovljani      | 22  | 10   | 1    | 11   | 43   | 55   | 21      |
| 9.  | Balkan Jasenovac         | 22  | 8    | 4    | 10   | 43   | 43   | 20      |
| 10. | Lokomotiva Kutina        | 22  | 7    | 4    | 11   | 29   | 36   | 18      |
| 11. | Mladost Gornja Gračenica | 22  | 5    | 5    | 12   | 30   | 35   | 15      |
| 12. | Omladinac Šartovac       | 22  | 5    | 2    | 15   | 20   | 53   | 12      |

- Ludina – danas Velika Ludina
- Breška Zelina  – danas Zelina Breška

## Rezultatska križaljka
| kratica | klub                     | BAL | BRA | DIN | GRA | LOK | MLA | OMLL | OMLSG | OMLŠ | POS | SLA | VAT |
| --- | ------------------------ | --- | --- | --- | --- | --- | --- | ---- | ----- | ---- | --- | --- | --- |
| BAL | Balkan Jasenovac         |     |     |     |     |     | 4:2 |      |       |      |     |     |     |
| BRA | Bratstvo Voloder         |     |     |     |     |     | 2:2 |      |       |      |     |     |     |
| DIN | Dinamo Osekovo           |     |     |     |     |     | 2:3 |      |       |      |     |     |     |
| GRA | Graničar Križ            |     |     |     |     |     | 5:0 |      |       |      |     |     |     |
| LOK | Lokomotiva Kutina        |     |     |     |     |     | 2:5 |      |       |      |     |     |     |
| MLA | Mladost Gornja Gračenica | 3:2 | 1:3 | 0:2 | 1:1 | 0:1 |     | 1:1  | 2:2   | 2:0  | 0:1 | 0:5 | 3:1 |
| OMLL | Omladinac Ludina         |     |     |     |     |     | 3:1 |      |       |      |     |     |     |
| OMLSG | Omladinac Stari Grabovac |     |     |     |     |     | 2:2 |      |       |      |     |     |     |
| OMLŠ | Omladinac Šartovac       |     |     |     |     |     | 2:1 |      |       |      |     |     |     |
| POS | Posavec Breška Zelina    |     |     |     |     |     | 5:0 |      |       |      |     |     |     |
| SLA | Slavonac Lipovljani      |     |     |     |     |     | 3:2 |      |       |      |     |     |     |
| VAT | Vatrogasac Husain        |     |     |     |     |     | 6:1 |      |       |      |     |     |     |
| |                          |     |     |     |     |     |     |      |       |      |     |     |     |
| podebljan rezultat - utakmice od 1. do 11. kola (1. utakmica između klubova) rezultat normalne debljine - utakmice od 12. do 22. kola (2. utakmica između klubova) rezultat nakošen - nije vidljiv redoslijed odigravanja međusobnih utakmica iz dostupnih izvora rezultat smanjen * - iz dostupnih izvora nije uočljiv domaćin susreta prekrižen rezultat - poništena ili brisana utakmica p - utakmica prekinuta 3:0 p.f. / 0:3 p.f. - rezultat 3:0 bez borbe |                          |     |     |     |     |     |     |      |       |      |     |     |     |

 Izvori:

## Unutarnje poveznice
- Regionalna liga Zagreb – IV skupina – Kutina – Sisak 1986./87.